# Сенси, Джузеппе Мария
Джузеппе Мария Сенси (итал. Giuseppe Maria Sensi; 27 мая 1907, Козенца, королевство Италия — 26 июля 2001, Рим, Италия) — итальянский куриальный кардинал и ватиканский дипломат. Титулярный архиепископ Сарди с 21 мая 1955 по 24 мая 1976. Апостольский нунций в Коста-Рике с 21 мая 1955 по 12 января 1957. Апостольский делегат в Иерусалиме и Палестине с 12 января 1957 по 10 мая 1962. Апостольский нунций в Ирландии с 10 мая 1962 по 8 июля 1967. Апостольский нунций в Португалии с 8 июля 1967 по 24 мая 1976. Кардинал-дьякон с титулярной диаконией Санти-Бьяджо-э-Карло-аи-Катинари с 24 мая 1976 по 22 июня 1987. Кардинал-священник с титулом церкви Регина Апостолорум с 22 июня 1987.